# Alexandre Bretholz
Alexandre Bretholz (ur. 19 czerwca 1944 w Moudon) – szwajcarski szpadzista, brązowy medalista mistrzostw świata.
Podczas mistrzostw świata w Ankarze w 1970 roku Szwajcarzy w składzie: Daniel Giger, Christian Kauter, Peter Lötscher, Alexandre Bretholz i Christian Stricker zdobyli brązowy medal w zawodach drużynowych. Był to jego jedyny medal wywalczony w zawodach tego cyklu.
Wystartował na igrzyskach olimpijskich w Meksyku w 1968 roku, gdzie indywidualnie odpadł w rundzie eliminacyjnej, a drużynowo zajął dwunaste miejsce. Były to jego jedyne starty olimpijskie.